# Jadwiga Konieczna
Jadwiga Leokadia Konieczna (ur. 1947) – polska bibliotekarka, dr hab. nauk humanistycznych, profesor nadzwyczajny i kierownik Katedry Bibliotekoznawstwa i Informacji Naukowej Wydziału Filologicznego Uniwersytetu Łódzkiego.

## Życiorys
Obroniła pracę doktorską, 22 listopada 2005 habilitowała się na podstawie pracy zatytułowanej Kultura książki polskiej w Łodzi przemysłowej (1820-1918). Otrzymała nominację profesorską. Piastowała funkcję profesora nadzwyczajnego oraz kierownika w Katedrze Bibliotekoznawstwa i Informacji Naukowej na Wydziale Filologicznego Uniwersytetu Łódzkiego.